# Armand de Kersaint
Armand de Kersaint (Parigi, 20 luglio 1742 – Parigi, 4 dicembre 1793) è stato un ammiraglio e politico francese, che fu Deputato all'Assemblea nazionale legislativa tra il 2 aprile e il 20 settembre 1792, e alla Convenzione nazionale tra il 14 settembre 1792 e il 18 gennaio 1793.
Durante la sua carriera nella Marine royale cercò, senza successo, di introdurre alcune migliorie a bordo della navi della flotta, e dopo lo scoppio della rivoluzione francese difese, a nome del Comitato della marina, la stessa dai progetti di legge che prevedevano di creare un corpo speciale di artiglieria e fanteria al fine di integrare la marina nel Dipartimento della guerra e di trasferire altrove gli artiglieri che prestavano servizio sui vascelli.

## Biografia
Nacque a Parigi il 20 luglio 1742, all'interno di una nobile famiglia nobile, figlio di Guy François de Coetnempren, conte di Kersaint, illustre ufficiale di marina, e di Jeanne Armande Marquerite Eustache de l’Ecluse.
Si arruolò nella marine royale il 5 settembre 1755, assegnato alla compagnia dei guardiamarina di Brest partecipando poi volontariamente a una spedizione condotta da Jean Baptiste Mac Nemara. Imbarcatosi sull' Intrépide, vascello da 74 cannoni comandato da suo padre, partecipò ai combattimenti nella campagna d'Angola e in quella alla Antille, distinguendosi in combattimento il 21 ottobre 1757 a Santo Domingo che gli valse la promozione a enseigne de vaisseau. L'anno successivo si imbarcò sulla fregata Améthyste da 32 cannoni al comando del cavaliere Potier de Courcy. Durante una scorta ad un convoglio mercantile dalla Martinica a Saint-Eustache la Améthyste impegnò combattimento di cinque ore contro una fregata inglese da 40 cannoni e un brigantino da 10, salpate da Antigua per attaccare le navi francesi, respingendo con successo l'attacco.
Nel 1760 si imbarcò sull'Opale, navigando verso le Antille in una missione di scorta. Dopo la firma del trattato di pace nel 1765 ritornò nella acque delle Antille a bordo della Danaé Rientrato in Francia, nel 1767 fu nominato comandante della scialuppa cannoniera La Lunette, partecipando alla spedizione in Marocco sotto gli ordini del conte de Breugnon inviato straordinario di Re Luigi XV di Francia alla corte del sultano Muhammad III. Il trattato tra Francia e Marocco fu firmato il 28 maggio 1767. Nel 1768 navigò sulla Belle-Poule alle Antille, e il 1 febbraio 1770 fu promosso tenente di vascello. Nel 1771 assunse il comando della corvetta Rossignol alla Martinica, dove sposò la signorina Claire Dalesso d'Estragny da cui ebbe una figlia, Claire futura sposa del Duca di Duras. Tra il 1776 e il 1777 fu comandante della Favorite, distinguendosi particolarmente tanto da essere insignito della Croce di Cavaliere dell'Ordine di San Luigi.
Dal marzo 1778 assunse il comando della fregata da 32 cannoni Iphigénie con cui prese parte a una campagna nel Canale della Manica sotto gli ordini del conte d’Orvilliers e poi alle Antille. Il 10 luglio 1778, catturò la fregata britannica da 22 cannoni Lively in un combattimento al largo di Ushant. Poco tempo dopo catturò la similare Cérès e numerosi altri bastimenti da lei scortati, facendo prigionieri 686 uomini degli equipaggi.
Divenuto capitano di vascello il 13 marzo 1779, combatté nel 1780 agli ordini del conte de Guichen  contro la flotta britannica dell'ammiraglio Rodney durante la battaglia di Grenada, e il 29 aprile catturò una corvetta britannica.
L'8 ottobre 1781 salpò da Rochefort, alzando la sua insegna sulla fregata Iphigénie al comando di una squadra navale composta da cinque navi che trasportavano 600 militari per conquistare le colonie olandesi di Demerara, Essequibo, e Berbice controllate dagli inglesi a partire dall'anno precedente.
Le navi arrivarono sulle coste del Suriname il 29 gennaio 1782, sbarcando quella notte 250 soldati. Demerara capitolò il giorno dopo, Essequibo il 5 febbraio, e Berbice il giorno 8, ed egli, tra il 1 agosto e il 30 dicembre 1782 svolse le funzioni di governatore delle tre colonie. Ripreso il mare arrivò in Francia il 14 aprile 1784, recandosi a Versailles dove sottopose al ministro de Castries diverse innovazioni da adottare sulle navi della marina (rivestimento dello scafo con lastre di rame per prevenire l'attacco delle teredini, taglio triangolare per le vele basse delle navi, cucine a bordo).
Fu nominato comandante del Réfléchi nel 1784, e del Léopard nel 1786, venendo promosso chef de division il 1 maggio dello stesso anno, cedendo quindi il comando del Leopard al visconte Bernard de Marigny, che sperimentò le vele di tipo triangolare nel corso di una missione di alcuni mesi nel Levante. Marigny diede parere negativo all'adozione di tale tipo di vele sulle navi della marina.
Recatosi a Versailles a perorare la sua causa, all'epoca dell'Assemblea dei notabili, fu ricevuto dal Ministro della marina de la Luzerne che confermò la decisione negativa ed egli, amareggiato, si dimise dalla marina reale il 16 dicembre 1789, all'età di 47 anni.
Stabilitosi a Parigi nel 1788 abbracciò le riforme proposte, adottando le nuove idee e in un opuscolo intitolato Le Bon Sens, par un gentilhomme breton (titolo ispirato al Senso comune di Thomas Paine) ed attaccò non solo i privilegi tradizionali, ma l'esistenza dei primi due ordini, ed esso fu il segnale della guerra scatenata contro l'Ancien Regime. Collaboratore del giornale Journal de la Société di Condorcet, Dupont de Nemours, ecc., nel novembre 1789 diede alle stampe Institution navales, che conteneva un progetto di riforma della marina militare che fu presentato all'Assemblea nazionale costituente venendo respinto.
Sempre nel 1789 fu nominato presidente dell'Assemblea elettorale di Parigi, mentre il 4 gennaio 1791 fu nominato amministratore del dipartimento della Senna. Alla costituzione del "club" entrò nelle file dei giacobini, e dopo gli avvenimenti di Campo di Marte del 17 luglio 1791 passò in quelle dei foglianti e poi dei girondini. Nel 1791 iniziò a scrivere sul giornale Chronique du moís, dove pubblicò interessanti articoli come Etat des colonies, Inde, Monarchie sans roi (settembre 1792).  Nel marzo 1791 aveva presentato al Ministro dell'interno de Lessart, senza successo, una proposta per dare al re il titolo di Capo supremo della Nazione.
Il 2 aprile 1792 entrò come deputato supplente per il dipartimento di Seine-et-Oise all'Assemblea legislativa, chiamato a farne parte al posto di Jean Baptiste Mosneron de Launay dimessosi. Quattro giorni dopo fece rigettare dall'Assemblea un progetto di Théodore de Lameth a nome del Comitato della marina, di creare un corpo speciale di artiglieria e fanteria al fine di integrare la marina nel Dipartimento della guerra e di trasferire altrove gli artiglieri che prestavano servizio sui vascelli. Tale progetto fu ripresentato il 12 maggio, ma venne di nuovo respinto. Il 13 aprile 1792 fu presentata la richiesta di mettere in stato di accusa il marchese de Noailles, ambasciatore a Vienna, ed egli lo difese dicendo che era impossibile per l'ambasciatore non eseguire gli ordini del re. Il 23 maggio approvò la richiesta di mettere in stato di accusa il Ministro degli esteri de Montmorin, accusato di connivenza con gli austriaci.  Il 20 luglio La Fayette si presentò ai banchi dell'Assemblea Nazionale per chiedere conto delle ingiurie rivolte al re e alla regina, difesi dalla Guardia nazionale e dalle Guardia svizzera, il 24 aprile nel giardino delle Tuileries in cui Kersaint era intervenuto dalle finestre del suo appartamento a difesa dei rivoltosi, chiedendo che la guardia svizzera non montasse più di servizio in tali giardini. La Fayette chiese la sua messa in stato di accusa, ed egli si difese dicendo che non apparteneva all'84° dipartimento, e che solo lì poteva essere messo in stato di accusa, inoltre il 23 luglio, all'imminente notizia della proclamazione della dichiarazione di guerra contro il Regno di Sardegna disse che tale regno non aveva provocato in alcun modo la Francia. Appoggiò la politica dei Montagnardi, denunciando la condotta del re Luigi XVI, e, il 10 agosto 1792 (dopo l'assalto al palazzo delle Tuileries), votò a favore della sua deposizione. Nel processo contro Luigi XVI (11-12 dicembre 1792) votò contro la pena di morte a favore della reclusione fino alla firma del trattato di pace. Il 10 agosto fu inviato, con Antonelle e Péraldi, in missione all'Armée du Centre, ispezionando Soissons, Reims, Sedan e le Ardenne proclamandovi la Repubblica. Poco dopo mandò un rapporto all'Assemblea Nazionale in cui descriveva che le popolazioni locali avevano accolto con favore la proclamazione della repubblica. Tornato a Parigi, prese parte attiva a uno degli ultimi dibattiti dell'Assemblea Legislativa, in cui si decise di pubblicare un Bulletin officiel, rapporto poi proseguito dalla Convenzione Nazionale, e conosciuto con il nome di Bulletin de la Convention Nationale.
Il 1 gennaio 1793 fu promosso viceammiraglio ed inviò subito alla Convenzione nazionale una richiesta di mettere in armamento 30 vascelli e 20 fregate, iniziare la costruzione di 25 vascelli, e di prendere tutte le misure necessarie in vista della guerra marittima imminente. Il rapporto terminava con la richiesta di istituire un comitato di salute pubblica. Fautore si della Repubblica ma senza eccessi, rassegnò le dimissioni dal seggio il 20 gennaio 1793 con una dura lettera contro i suoi colleghi. L'assemblea respinse le dimissioni e anche la richiesta di alcuni deputati che chiedevano a gran voce la sua messa in stato di accusa per infamia e tradimento della Patria. Il 22 gennaio l'Assemblea indignata gli chiese spiegazioni, e di ritrattare alcune della affermazioni contenute nella lettera. Invitato a riprendere le sue funzioni rifiutò nuovamente.
Il 18 febbraio i suoi amici tentarono, senza il suo assenso, di ottenere la sua nomina a Ministro della Marina, in concorrenza con Gaspard Monge, ma non riuscirono a ottenere nemmeno un posto di ufficiale. Nonostante l'insurrezione parigina del 31 maggio 1793, non volle emigrare.
Destituito nel luglio 1793, si ritirò a vita privata per quattro mesi venendo arrestato a Ville-d'Avray, vicino a Parigi, il 2 ottobre, e rinchiuso nella Prigione dell'Abbaye. Processato davanti al Tribunale rivoluzionario il 4 dicembre 1793, con l'accusa di aver consapevolmente e maliziosamente degradato la rappresentanza nazionale e provocato il ristabilimento della regalità in Francia; di aver partecipato alla cospirazione che esisteva contro l'unità e l'indivisibilità della Repubblica, contro la libertà e la sicurezza del popolo francese, venne condannato a morte e ghigliottinato lo stesso giorno.

## Pubblicazioni
- Le Bon Sens, par un gentilhomme breton, 1788.
- Lettre en réponse à M. Alex Lameth, Paris, 1788.
- Lettres de M. Kersaint à M. de Mirabeau, à l'occasion de l'élection du département de Paris, 1789.
- Le Rubicon, par l'auteur de Bon Sens, Paris, 1789.
- Considérations sur la force publique et l'institution des gardes nationales, Paris, 1789.
- Institutions navales ou Premières vues sur les classes et l'administration de la France, considérée dans ses rapports maritimes, Garnery, Paris, 1789.
- Secondes vues de la formation et constitution du corps militaire de la marine, Garnery, Paris,1789.
- Répons au dires de Defermonet Chapelier, Imprimerie du Patriote Français, 1790.
- Discours sur les monuments publics, prononcé au Conseil du département de Paris, Paris, Didot 1791.
- Moyen proposés à l'Assemblee nationale pour rétablir la paix et l'ordre dans le colonies, Paris, 1792.
- Discours sur l'organisation de l'artillerie et de l'infanterie de la marine. Opinion su l'artillerie de la marine, Imprimerie nationale, Paris, 1792.
- Opínion et project de décret sur la suppresion des corsaires, Imprimerie nationale, Paris, 1792.
- Discours sur l'organisation provisoire du service de mer, Imprimerie nationale, Paris, 1792.
- Le Naufrageet et la mort du comte de Boulainvilliers, Ph. D. Pierres, Versailles, an VI.

### Annotazioni
1. ↑  I suoi genitori si trovavano a Parigi in viaggio.
2. ↑  Si trattava della fregata da 26 cannoni Aimable, cavaliere de Suzennet, dalla corvetta da 20 Rossignol, al comando di suo fratello, dalla Chien-de-Chasse, armata con 22 cannoni e al comando del capitano visconte de Pluvinel, e dal David armata con 18 cannoni, capitano cavaliere Bombideau.
3. ↑  In essa diceva: Citoyen président. Ma santé, depuis long-temps affaiblie, me rend l'habitude de la vie d'une Assemblée aussi orageuse que la Convention, impossible. Mais, ce qui m'est plus impossible encore c'est de supporter la honte de m'asseoir dans son enceinte avec des hommes de sang, alors que leur avis, précédé de la terreur, l'emporte sur celui des gens de bien; alors que Marat l'emporte sur Petion . Si l'amour de mon pays m'a fait endurer la honte d'être le collègue des panegyristes et des promoteurs des assassinats du 2 septembre, je veux au moins défendre ma mémoire du reproche d'avoir été leur complice et je n'ai pour cela qu'un moment, celui-ci; demain, il ne sera plus temps. Je rentre dans le sein du peuple; je me dépouille de l'inviolabilité dont il m'avait revêtu prêt à lui rendre compte de toutes mes actions, et sans crainte et sans reproche, je donne ma démission de député à la Convention nationale . A. Guy Kersaint.

### Fonti
1. 1 2 3 4  Levot 1852, p. 30.
2. 1 2  Threedecks.
3. 1 2 3  https://www.treccani.it/enciclopedia/kersaint-armand-guy-simon-de-coetnempren-conte-di_(Enciclopedia-Italiana)/.
4. 1 2 3  Lacour-Gayet 1905, p. 613.
5. 1 2 3 4  Net Marine.
6. 1 2 3 4 5 6 7 8 9 10 11 12 13 14  Levot 1852, p. 31.
7. 1 2 3 4 5 6 7 8  Levot 1852, p. 32.
8. 1 2 3 4 5 6 7  Levot 1852, p. 33.
9. 1 2  Levot 1852, p. 34.
10. 1 2 3 4 5 6  Levot 1852, p. 35.